# Pedro-Rodríguez
Pedro-Rodríguez é um município da Espanha na província de Ávila, comunidade autónoma de Castela e Leão, de área 14,08 km² com população de 224 habitantes (2007) e densidade populacional de 15,67 hab/km².

## Demografia
| Variação demográfica do município entre 1991 e 2004 | Variação demográfica do município entre 1991 e 2004 | Variação demográfica do município entre 1991 e 2004 | Variação demográfica do município entre 1991 e 2004 |
| --------------------------------------------------- | --------------------------------------------------- | --------------------------------------------------- | --------------------------------------------------- |
| 1991                                                | 1996                                                | 2001                                                | 2004                                                |
| 259                                                 | 228                                                 | 221                                                 | 223                                                 |